# 明治大学国家試験指導センター
明治大学国家試験指導センター（めいじだいがくこっかしけんしどうせんたー）は、法曹、公認会計士、国家公務員などの難関国家試験を受験する学生に対して、就職・キャリア支援の一環として学習支援を行う、明治大学公式の課外教育組織である。

## 概要
明治大学国家試験指導センターは、「法制研究所」、「経理研究所」、「行政研究所」の3つの組織により構成される。明治大学の学生であれば、学部・学科を問わず、所定の入室試験をパスすることにより所属可能である。講義等は主に、駿河台研究室（明治大学駿河台キャンパス内の猿楽町校舎）及び、和泉研究室（明治大学和泉キャンパス内のリエゾン棟）で行われる。受講料の補助や、現役合格者報奨金、合格奨励奨学金、奨励賞といった各種奨励奨学金制度がある。ゼミへの入室は必須ではない。
※技術系公務員を目指す学生には、技術系公務員講座が生田キャンパス内に設置されている。

## 法制研究所
裁判官・検察官・弁護士（法曹三者）を目指す学生を対象に、法科大学院修了或いは司法試験予備試験合格を経て司法試験合格に導くべく、学部入学時から司法試験合格までの全過程に亘り学習支援を行う。ゼミナール、答案作成練習など少人数による集中的な学習指導を行い、学習に必要な最新情報、環境が整っている。辰已法律研究所などとの提携により、司法試験合格、法科大学院進学に向けた様々な講座や、明治大学法学部との共催による予備試験対策答案練習講座などが設置されている。
- 2023年度司法試験合格者数　
法制研究所：18名
※明治大学全体：29名（大学別10位）

※上記以外に明治大学学部出身で他大学法科大学院修了または予備試験合格による司法試験合格者などが多数出ている

## 経理研究所
会計監査（財務諸表監査）、財務・経理・株式公開支援、会計コンサルティングなど、幅広い業務領域をカバーする国家資格である、公認会計士を目指す学生を対象とする。会計士業界専用のリクルート支援、国際会計人育成プログラムなどといった制度が設置されている。
- 2023年度公認会計士試験合格者数
経理研究所：不明
※明治大学全体：101名（大学別3位）

## 行政研究所
国の舵取りを行う国家公務員幹部（キャリア組）を目指し、国家公務員総合職試験（法律，経済，政治・国際職）を受験する学生を主な対象とするが、今日の大きな課題である地方創生を志向し地方上級職などを目指す学生も対象とする。また、技術系公務員を目指す学生には、技術系公務員講座が生田キャンパス内に設置されている。
- 2023年度国家公務員総合職試験合格者数[1]
行政研究所：30名
※明治大学全体：51名（大学別13位）　※秋試験2名